# D-tour 1997 Live at Southampton
d:tour 1997 Live at Southampton é o segundo álbum gravado ao vivo pela banda Delirious?, lançado a 1 de Abril de 1998.
| Críticas profissionais                                                      | Críticas profissionais |
| Avaliações da crítica                                                       | Avaliações da crítica  |
| Fonte                                                                       | Avaliação              |
| --------------------------------------------------------------------------- | ---------------------- |
| allmusic                                                                    | [ 2 ]                  |
| The Phantom Tollbooth                                                       | [ 3 ]                  |
| Cross Rhythms                                                               | [ 4 ]                  |
| Esta tabela precisa de ser acompanhada por texto em prosa. Consulte o guia. |                        |

## Faixas
Todas as faixas por Martin Smith, exceto onde anotado.
1. "Game Over?"
2. "Sanctify"
3. "Come Like You Promise" (Stuart Garrard)
4. "Promise"
5. "Summer Of Love" (Smith/Garrard)
6. "Hands Of Kindness"
7. "King Or Cripple"
8. "I'm Not Ashamed"
9. "King of Fools"
10. "Obsession"
11. "History Maker"
12. "All The Way"
13. "Deeper"